# Nikolaeva, buhta
Nikolaeva, buhta är en vik i Antarktis. Den ligger i Östantarktis. Australien gör anspråk på området.